# Élections législatives de 2022 à La Réunion
Les élections législatives françaises de 2022 se dérouleront les 12 et 19 juin. À La Réunion, sept députés sont à élire dans le cadre de sept circonscriptions.

## Contexte
| Circonscription | 1er tour | 1er tour | 1er tour | 1er tour | 1er tour  | 1er tour |         | 2d tour | 2d tour | 2d tour | 2d tour |
| Circonscription | Macron   | +/-      | Le Pen   | +/-      | Mélenchon | +/-      | Macron  | +/-     | Le Pen  | +/-     |         |
| --------------- | -------- | -------- | -------- | -------- | --------- | -------- | ------- | ------- | ------- | ------- | ------- |
| Circonscription |          |          |          |          |           |          |         |         |         |         |         |
| 1re             | 21,71 %  | 1,8      | 21,10 %  | 0,18     | 37,50%    | 16,18    | 50,77 % | 16,13   | 49,23 % | 16,13   |         |
| 2e              | 18,39 %  | 0,14     | 20,12 %  | 0,26     | 45,29 %   | 13,77    | 44,92 % | 21,32   | 55,08 % | 21,32   |         |
| 3e              | 15,58 %  | 0,31     | 30,08 %  | 1,12     | 37,67%    | 13,77    | 32,06 % | 17,7    | 67,94 % | 17,7    |         |
| 4e              | 16,70 %  | 2,05     | 24,59 %  | 2,67     | 41,91 %   | 19,42    | 39,79 % | 19,94   | 61,21 % | 20,94   |         |
| 5e              | 18,55 %  | 0,18     | 30,59 %  | 3,14     | 37,26 %   | 14,59    | 34,81 % | 20,6    | 65,19 % | 20,6    |         |
| 6e              | 18,13 %  | 1,94     | 27,24 %  | 0,47     | 37,59 %   | 14,16    | 38,94 % | 18,48   | 61,06 % | 18,48   |         |
| 7e              | 18,98 %  | 3,25     | 20,94 %  | 0,82     | 42,73 %   | 16,5     | 43,42 % | 21,78   | 56,58 % | 21,78   |         |

## Campagne
En dehors des accords de la Nouvelle Union populaire écologique et sociale (NUPES), les partis de gauche réunionnais (La France insoumise, Parti socialiste, Pour La Réunion, Rézistan's Égalité 974, Europe Écologie Les Verts, Le Progrès) ont décidé de se rassembler et de présenter des candidatures uniques à la manière de la NUPES sur les sept circonscriptions de La Réunion, sous la bannière du « Rassemblement réunionnais ». Trois binômes sur les sept sont constitués d'un titulaire et d'un remplaçant issus de partis différents. Les candidats élus siégeront à l'Assemblée aux côtés de la NUPES.

## Système électoral
Les élections législatives ont lieu au scrutin uninominal majoritaire à deux tours dans des circonscriptions uninominales.
Est élu au premier tour le candidat qui réunit la majorité absolue des suffrages exprimés et un nombre de voix au moins égal au quart (25 %) des électeurs inscrits dans la circonscription. Si aucun des candidats ne satisfait ces conditions, un second tour est organisé entre les candidats ayant réuni un nombre de voix au moins égal à un huitième des inscrits (12,5 %) ; les deux candidats arrivés en tête du premier tour se maintiennent néanmoins par défaut si un seul ou aucun d'entre eux n'a atteint ce seuil. Au second tour, le candidat arrivé en tête est déclaré élu.
Le seuil de qualification basé sur un pourcentage du total des inscrits et non des suffrages exprimés rend plus difficile l'accès au second tour lorsque l'abstention est élevée. Le système permet en revanche l'accès au second tour de plus de deux candidats si plusieurs d'entre eux franchissent le seuil de 12,5 % des inscrits. Les candidats en lice au second tour peuvent ainsi être trois, un cas de figure appelé « triangulaire ». Les second tours où s'affrontent quatre candidats, appelés « quadrangulaire » sont également possibles, mais beaucoup plus rares.

### Partis et nuances
Les résultats des élections sont publiées en France par le ministère de l'Intérieur, qui classe les partis en leur attribuant des nuances politiques. Ces dernières sont décidées par les préfets, qui les attribuent indifféremment de l'étiquette politique déclarée par les candidats, qui peut être celle d'un parti ou une candidature sans étiquette.
En 2022, seuls les coalitions Ensemble (ENS) et Nouvelle Union populaire écologique et sociale (NUP), ainsi que le Parti radical de gauche (RDG), l'Union des démocrates et indépendants (UDI), Les Républicains (LR), le Rassemblement national (RN) et Reconquête (REC) se voient attribués des nuances propres,,.
Tous les autres partis se voient attribués l'une ou l'autre des nuances suivantes : DXG (divers extrême gauche), DVG (divers gauche), ECO (écologiste), REG (régionaliste), DVC (divers centre), DVD (divers droite), DSV (droite souverainiste) et DXD (divers extrême droite). Des partis comme Debout la France ou Lutte ouvrière ne disposent ainsi pas de nuances propres, et leurs résultats nationaux ne sont pas publiés séparément par le ministère, car mélangés avec d'autres partis (respectivement dans les nuances DSV et DXG),.

## Sondages

### 5ecirconscription de La Réunion

#### Premier tour
| Sondeur | Date          | Échantillon | EXG   | LFI     | PCR    | DVG    | Ensemble   | DVC           | UDI      | RN            | LP     |
| Sondeur | Date          | Échantillon | Payet | Ratenon | Gauvin | Issa   | Virapoullé | Settama-Vidon | Fouassin | Brasier-Clain | Dijoux |
| ------- | ------------- | ----------- | ----- | ------- | ------ | ------ | ---------- | ------------- | -------- | ------------- | ------ |
| Sondeur | Date          | Échantillon |       |         |        |        |            |               |          |               |        |
| Sagis   | 24 mai-3 juin | 500         | 2 %   | 37 %    | 1 %    | 19,5 % | 10,5 %     | 4,5 %         | 19,5 %   | 5 %           | 1 %    |

### 6ecirconscription de La Réunion

#### Premier tour
| Sondeur | Date          | Échantillon | EXG           | EXG     | CO              | LO      | PCR    | PLR     | PS    | LREM  | LR        | RN     | LP    | REG    |
| Sondeur | Date          | Échantillon | De Chazournes | Hoareau | Laï-Kane-Cheong | Lombard | Damour | Maillot | Orphé | Leung | Ramassamy | Legros | Clain | Fanfan |
| ------- | ------------- | ----------- | ------------- | ------- | --------------- | ------- | ------ | ------- | ----- | ----- | --------- | ------ | ----- | ------ |
| Sondeur | Date          | Échantillon |               |         |                 |         |        |         |       |       |           |        |       |        |
| Sagis   | 24 mai-3 juin | 500         | 1 %           | 1 %     | 21 %            | 2,5 %   | 8 %    | 13 %    | 18 %  | 13 %  | 9 %       | 10 %   | 1 %   | 0 %    |

### 7ecirconscription de La Réunion

#### Premier tour
| Sondeur | Date          | Échantillon | LO    | LFI      | PCR     | DVG    | DVG   | PRG     | PACT   | LREM       | SE      | DVC    | LMR     | RN      | LP      | REG      | DIV       |
| Sondeur | Date          | Échantillon | Payet | Gaillard | Valeama | Juhoor | Tronc | Massain | Robert | Coddeville | Guillou | Bachou | Nativel | Rivière | Marcely | Velleyen | Catherine |
| ------- | ------------- | ----------- | ----- | -------- | ------- | ------ | ----- | ------- | ------ | ---------- | ------- | ------ | ------- | ------- | ------- | -------- | --------- |
| Sondeur | Date          | Échantillon |       |          |         |        |       |         |        |            |         |        |         |         |         |          |           |
| Sagis   | 24 mai-3 juin | 515         | 0,5 % | 24,5 %   | 0,5 %   | 2,5 %  | 3 %   | 2 %     | 20,5 % | 11,5 %     | 13,5 %  | 0 %    | 9 %     | 6 %     | 2,5 %   | 3 %      | 1 %       |

## Résultats

### Élus
| Circonscription                                 | Député sortant      | Parti ou nuance | Parti ou nuance | Groupe | Député élu ou réélu | Parti ou nuance | Parti ou nuance | Groupe |
| ----------------------------------------------- | ------------------- | --------------- | --------------- | ------ | ------------------- | --------------- | --------------- | ------ |
| 1re                                             | Philippe Naillet    |                 | PS              | SOC    | Philippe Naillet    |                 | PS              | SOC    |
| 2e                                              | Karine Lebon        |                 | PLR             | GDR    | Karine Lebon        |                 | PLR             | GDR    |
| 3e                                              | Nathalie Bassire    |                 | DVD             | LR     | Nathalie Bassire    |                 | REULI           | LIOT   |
| 4e                                              | David Lorion        |                 | LR              | LR     | Emeline K/Bidi      |                 | LP              | GDR    |
| 5e                                              | Jean-Hugues Ratenon |                 | LFI - RÉ974     | LFI    | Jean-Hugues Ratenon |                 | LFI - RÉ974     | LFI    |
| 6e                                              | Nadia Ramassamy     |                 | LR              | LR     | Frédéric Maillot    |                 | PLR             | GDR    |
| 7e                                              | Jean-Luc Poudroux*  |                 | DVD             | LR     | Perceval Gaillard   |                 | LFI - RÉ974     | LFI    |
| * député sortant ne se représentant pas en 2022 |                     |                 |                 |        |                     |                 |                 |        |

### Résultats à l'échelle du département

#### Résultats par coalition
| Parti et coalition                                           | Parti et coalition                                           | Parti et coalition                                     | Premier tour | Premier tour | Premier tour | Second tour | Second tour   | Second tour | Total Sièges  | +/-           |  |
| Parti et coalition                                           | Parti et coalition                                           | Parti et coalition                                     | Voix         | %            | Sièges       | Voix        | %             | Sièges      | Total Sièges  | +/-           |  |
| ------------------------------------------------------------ | ------------------------------------------------------------ | ------------------------------------------------------ | ------------ | ------------ | ------------ | ----------- | ------------- | ----------- | ------------- | ------------- |  |
|                                                              |                                                              | Pour La Réunion (PLR)                                  | 20 373       | 10,55        | 0            | 30 823      | 14,47         | 2           | 2             | 1             |  |
|                                                              | La France insoumise - Rézistan's Égalité 974 (LFI - RÉ974)   | 16 061                                                 | 8,31         | 0            | 36 173       | 16,98       | 2             | 2           | 1             |               |  |
|                                                              | Le Progrès (LP)                                              | 13 197                                                 | 6,83         | 0            | 27 532       | 12,93       | 1             | 1           | 1             |               |  |
|                                                              | Parti socialiste (PS)                                        | 7 742                                                  | 4,01         | 0            | 14 876       | 6,98        | 1             | 1           | en stagnation |               |  |
| Total Nouvelle Union populaire écologique et sociale (NUPES) | Total Nouvelle Union populaire écologique et sociale (NUPES) | 57 373                                                 | 29,70        | 0            | 109 404      | 51,37       | 6             | 6           | 3             |               |  |
|                                                              |                                                              | Les Républicains (LR)                                  | 20 930       | 10,84        | 0            | 31 454      | 14,77         | 0           | 0             | 3             |  |
|                                                              | Union des démocrates et indépendants (UDI)                   | 6 839                                                  | 3,54         | 0            | 8 013        | 3,76        | 0             | 0           | Nv            |               |  |
| Total Union de la droite et du centre (UDC)                  | Total Union de la droite et du centre (UDC)                  | 27 769                                                 | 14,38        | 0            | 39 467       | 18,53       | 0             | 0           | 3             |               |  |
|                                                              | Rassemblement national (RN)                                  | Rassemblement national (RN)                            | 19 748       | 10,22        | 0            |             |               |             | 0             | en stagnation |  |
|                                                              |                                                              | La République en marche (LREM)                         | 9 093        | 4,71         | 0            | 0           | en stagnation |             |               |               |  |
|                                                              | Sans étiquette                                               | 3 262                                                  | 1,69         | 0            | 0            | Nv          |               |             |               |               |  |
| Total Ensemble (ENS)                                         | Total Ensemble (ENS)                                         | 12 355                                                 | 6,40         | 0            | 0            | 1           |               |             |               |               |  |
|                                                              | Le Peuple aux Commandes du Territoire (PACT)                 | Le Peuple aux Commandes du Territoire (PACT)           | 9 129        | 4,73         | 0            | 17 537      | 8,23          | 0           | 0             | Nv            |  |
|                                                              | Réunion libre (REULI)                                        | Réunion libre (REULI)                                  | 4 904        | 2,54         | 0            | 15 186      | 7,13          | 1           | 1             | Nv            |  |
|                                                              | Génération écologie (GÉ) - hors accord NUPES                 | Génération écologie (GÉ) - hors accord NUPES           | 4 551        | 2,36         | 0            |             |               |             | 0             | Nv            |  |
|                                                              | Parti socialiste (PS) - hors accord NUPES                    | Parti socialiste (PS) - hors accord NUPES              | 4 300        | 2,23         | 0            | 0           | en stagnation |             |               |               |  |
|                                                              | Banian (B)                                                   | Banian (B)                                             | 4 286        | 2,22         | 0            | 10 510      | 4,93          | 0           | 0             | Nv            |  |
|                                                              | Parti communiste réunionnais (PCR)                           | Parti communiste réunionnais (PCR)                     | 4 220        | 2,18         | 0            |             |               |             | 0             | Nv            |  |
|                                                              | Parti Croire et Oser (PCO)                                   | Parti Croire et Oser (PCO)                             | 4 166        | 2,16         | 0            | 11 229      | 5,27          | 0           | 0             | en stagnation |  |
|                                                              |                                                              | Les Patriotes (LP)                                     | 2 098        | 1,09         | 0            |             |               |             | 0             | Nv            |  |
|                                                              | Debout la France (DLF)                                       | 1 292                                                  | 0,67         | 0            | 0            | Nv          |               |             |               |               |  |
| Total Union pour la France (UPF)                             | Total Union pour la France (UPF)                             | 3 390                                                  | 1,75         | 0            | 0            | Nv          |               |             |               |               |  |
|                                                              | Dissidents Les Républicains                                  | Dissidents Les Républicains                            | 3 378        | 1,75         | 0            | 9 640       | 4,53          | 0           | 0             | Nv            |  |
|                                                              | Lutte ouvrière (LO)                                          | Lutte ouvrière (LO)                                    | 2 484        | 1,29         | 0            |             |               |             | 0             | en stagnation |  |
|                                                              | Le Mouvement de la ruralité (LMR)                            | Le Mouvement de la ruralité (LMR)                      | 2 200        | 1,14         | 0            | 0           | Nv            |             |               |               |  |
|                                                              | La Réunion plus verte (LRPV)                                 | La Réunion plus verte (LRPV)                           | 1 819        | 0,94         | 0            | 0           | Nv            |             |               |               |  |
|                                                              | Vivre La Réunion (VLR)                                       | Vivre La Réunion (VLR)                                 | 1 567        | 0,81         | 0            | 0           | Nv            |             |               |               |  |
|                                                              | Dissidents Ensemble                                          | Dissidents Ensemble                                    | 1 544        | 0,80         | 0            | 0           | en stagnation |             |               |               |  |
|                                                              | Tous Dionysiens (TD)                                         | Tous Dionysiens (TD)                                   | 1 353        | 0,70         | 0            | 0           | Nv            |             |               |               |  |
|                                                              | L'Énergie citoyenne en action (ÉCA)                          | L'Énergie citoyenne en action (ÉCA)                    | 1 150        | 0,60         | 0            | 0           | Nv            |             |               |               |  |
|                                                              | Dissident NUPES                                              | Dissident NUPES                                        | 987          | 0,51         | 0            | 0           | en stagnation |             |               |               |  |
|                                                              | La Voix Citoyenne - La Réunion (LVC-LR)                      | La Voix Citoyenne - La Réunion (LVC-LR)                | 970          | 0,50         | 0            | 0           | Nv            |             |               |               |  |
|                                                              | Rassemblement des citoyens réunionnais (RCR)                 | Rassemblement des citoyens réunionnais (RCR)           | 527          | 0,27         | 0            | 0           | Nv            |             |               |               |  |
|                                                              |                                                              | Alliance centriste (AC)                                | 524          | 0,27         | 0            | 0           | Nv            |             |               |               |  |
| Total Les écologistes avec la majorité présidentielle (ÉMP)  | Total Les écologistes avec la majorité présidentielle (ÉMP)  | 524                                                    | 0,27         | 0            | 0            | Nv          |               |             |               |               |  |
|                                                              | Alliance démocratique Réunion Solidaire (ADRS)               | Alliance démocratique Réunion Solidaire (ADRS)         | 499          | 0,26         | 0            | 0           | Nv            |             |               |               |  |
|                                                              | Solidarité Écologique Populaire pour nout Terre (SEPT)       | Solidarité Écologique Populaire pour nout Terre (SEPT) | 468          | 0,24         | 0            | 0           | Nv            |             |               |               |  |
|                                                              | Reconquête (REC)                                             | Reconquête (REC)                                       | 467          | 0,24         | 0            | 0           | Nv            |             |               |               |  |
|                                                              | Ensemble pour les libertés (EPL)                             | Ensemble pour les libertés (EPL)                       | 298          | 0,15         | 0            | 0           | Nv            |             |               |               |  |
|                                                              | Parti radical de gauche (PRG)                                | Parti radical de gauche (PRG)                          | 228          | 0,12         | 0            | 0           | Nv            |             |               |               |  |
|                                                              | Mouvement solidaire Projets Réunion (MSPR)                   | Mouvement solidaire Projets Réunion (MSPR)             | 221          | 0,11         | 0            | 0           | Nv            |             |               |               |  |
|                                                              |                                                              | Espoir RIC 2022 (ER2022)                               | 158          | 0,08         | 0            | 0           | Nv            |             |               |               |  |
| Total Convergence RIC (CRIC)                                 | Total Convergence RIC (CRIC)                                 | 158                                                    | 0,08         | 0            | 0            | Nv          |               |             |               |               |  |
|                                                              | Ensemble pour la Réunion (EPR)                               | Ensemble pour la Réunion (EPR)                         | 105          | 0,05         | 0            | 0           | Nv            |             |               |               |  |
|                                                              | Sans étiquette (SE)                                          | Sans étiquette (SE)                                    | 16 028       | 8,30         | 0            | 0           | en stagnation |             |               |               |  |
|                                                              |                                                              |                                                        |              |              |              |             |               |             |               |               |  |
| Suffrages exprimés                                           | Suffrages exprimés                                           | Suffrages exprimés                                     | 193 166      | 93,12        |              | 212 973     | 90,51         |             |               |               |  |
| Votes blancs                                                 | Votes blancs                                                 | Votes blancs                                           | 7 041        | 3,39         | 10 682       | 4,54        |               |             |               |               |  |
| Votes nuls                                                   | Votes nuls                                                   | Votes nuls                                             | 7 220        | 3,48         | 11 637       | 4,95        |               |             |               |               |  |
| Total                                                        | Total                                                        | Total                                                  | 207 427      | 100          | 0            | 235 292     | 100           | 7           | 7             | en stagnation |  |
| Abstentions                                                  | Abstentions                                                  | Abstentions                                            | 470 536      | 69,40        |              | 442 848     | 65,30         |             |               |               |  |
| Inscrits/Participation                                       | Inscrits/Participation                                       | Inscrits/Participation                                 | 677 963      | 30,60        | 678 140      | 34,70       |               |             |               |               |  |

#### Résultats par nuance
| Nuance                 | Nuance                               | Nuance                 | Premier tour | Premier tour | Premier tour | Second tour | Second tour   | Second tour | Total Sièges | +/-           |
| Nuance                 | Nuance                               | Nuance                 | Voix         | %            | Sièges       | Voix        | %             | Sièges      | Total Sièges | +/-           |
| ---------------------- | ------------------------------------ | ---------------------- | ------------ | ------------ | ------------ | ----------- | ------------- | ----------- | ------------ | ------------- |
|                        | Divers gauche                        | DVG                    | 80 691       | 41,77        | 0            | 119 914     | 56,30         | 6           | 6            | 3             |
|                        | Rassemblement national               | RN                     | 19 748       | 10,22        | 0            |             |               |             | 0            | en stagnation |
|                        | Divers centre                        | DVC                    | 18 300       | 9,47         | 0            | 17 537      | 8,23          | 0           | 0            | Nv            |
|                        | Divers droite                        | DVD                    | 16 833       | 8,71         | 0            | 38 917      | 18,27         | 1           | 1            | 1             |
|                        | Les Républicains                     | LR                     | 14 579       | 7,55         | 0            | 17 363      | 8,15          | 0           | 0            | 3             |
|                        | Ensemble !                           | ENS                    | 9 093        | 4,71         | 0            |             |               |             | 0            | 1             |
|                        | Divers extrême gauche                | DXG                    | 7 766        | 4,02         | 0            | 11 229      | 5,27          | 0           | 0            | en stagnation |
|                        | Écologiste                           | ECO                    | 7 249        | 3,75         | 0            |             |               |             | 0            | en stagnation |
|                        | Union des démocrates et indépendants | UDI                    | 6 839        | 3,54         | 0            | 8 013       | 3,76          | 0           | 0            | Nv            |
|                        | Régionaliste                         | REG                    | 6 744        | 3,49         | 0            |             |               |             | 0            | Nv            |
|                        | Droite souverainiste                 | DSV                    | 3 390        | 1,75         | 0            | 0           | Nv            |             |              |               |
|                        | Divers                               | DIV                    | 1 239        | 0,64         | 0            | 0           | en stagnation |             |              |               |
|                        | Reconquête                           | REC                    | 467          | 0,24         | 0            | 0           | Nv            |             |              |               |
|                        | Parti radical de gauche              | RDG                    | 228          | 0,12         | 0            | 0           | Nv            |             |              |               |
|                        |                                      |                        |              |              |              |             |               |             |              |               |
| Suffrages exprimés     | Suffrages exprimés                   | Suffrages exprimés     | 193 166      | 93,12        |              | 212 973     | 90,51         |             |              |               |
| Votes blancs           | Votes blancs                         | Votes blancs           | 7 041        | 3,39         | 10 682       | 4,54        |               |             |              |               |
| Votes nuls             | Votes nuls                           | Votes nuls             | 7 220        | 3,48         | 11 637       | 4,95        |               |             |              |               |
| Total                  | Total                                | Total                  | 207 427      | 100          | 0            | 235 292     | 100           | 7           | 7            | en stagnation |
| Abstentions            | Abstentions                          | Abstentions            | 470 536      | 69,40        |              | 442 848     | 65,30         |             |              |               |
| Inscrits/Participation | Inscrits/Participation               | Inscrits/Participation | 677 963      | 30,60        | 678 140      | 34,70       |               |             |              |               |

### Résultats par circonscription

#### Première circonscription
Député sortant : Philippe Naillet (Parti socialiste).
| Candidat                 | Candidat                 | Parti                    | Nuance                   | Premier tour | Premier tour | Second tour | Second tour |
| Candidat                 | Candidat                 | Parti                    | Nuance                   | Voix         | %            | Voix        | %           |
| ------------------------ | ------------------------ | ------------------------ | ------------------------ | ------------ | ------------ | ----------- | ----------- |
|                          | Philippe Naillet         | PS (NUPES)               | DVG                      | 7 742        | 33,47        | 14 876      | 60,68       |
|                          | Jean-Jacques Morel       | LR diss.                 | DVD                      | 3 378        | 14,61        | 9 640       | 39,32       |
|                          | Gaëlle Lebon             | RN                       | RN                       | 3 015        | 13,04        |             |             |
|                          | Ludovic Sautron          | GÉ                       | ECO                      | 1 371        | 5,93         |             |             |
|                          | Farid Mangrolia          | TD                       | DVC                      | 1 353        | 5,85         |             |             |
|                          | Éric Magamootoo          | PACT                     | DVC                      | 1 217        | 5,26         |             |             |
|                          | Giovanni Payet           | LVC-LR                   | DVG                      | 970          | 4,19         |             |             |
|                          | Murielle Sisteron        | LR (UDC)                 | LR                       | 909          | 3,93         |             |             |
|                          | Jean-Alexandre Poleya,   | AC (ÉMP)                 | DVC                      | 524          | 2,27         |             |             |
|                          | Hary Grondin             | SE                       | DVC                      | 469          | 2,03         |             |             |
|                          | Yvette Duchemann         | SEPT                     | ECO                      | 468          | 2,02         |             |             |
|                          | Sonny Welmant            | DLF (UPF)                | DSV                      | 410          | 1,77         |             |             |
|                          | Georges Mithra           | ADRS                     | DVG                      | 381          | 1,65         |             |             |
|                          | Didier Vaïtilingom       | PCO                      | REG                      | 304          | 1,31         |             |             |
|                          | Corinne Gasp             | LO                       | DXG                      | 280          | 1,21         |             |             |
|                          | Nelsy Guérin             | SE                       | DXG                      | 233          | 1,01         |             |             |
|                          | Eric Beeharry            | EPR                      | DIV                      | 105          | 0,45         |             |             |
|                          |                          |                          |                          |              |              |             |             |
| Votes valides            | Votes valides            | Votes valides            | Votes valides            | 23 129       | 92,68        | 24 516      | 89,79       |
| Votes blancs             | Votes blancs             | Votes blancs             | Votes blancs             | 1 059        | 4,24         | 1 564       | 5,73        |
| Votes nuls               | Votes nuls               | Votes nuls               | Votes nuls               | 768          | 3,08         | 1 224       | 4,48        |
| Total                    | Total                    | Total                    | Total                    | 24 956       | 100          | 27 304      | 100         |
| Abstention               | Abstention               | Abstention               | Abstention               | 60 947       | 70,95        | 58 634      | 68,23       |
| Inscrits / participation | Inscrits / participation | Inscrits / participation | Inscrits / participation | 85 903       | 29,05        | 85 938      | 31,77       |

#### Deuxième circonscription
Député sortant : Karine Lebon (Pour La Réunion).
| Candidat                 | Candidat                 | Parti                    | Nuance                   | Premier tour | Premier tour | Second tour | Second tour |
| Candidat                 | Candidat                 | Parti                    | Nuance                   | Voix         | %            | Voix        | %           |
| ------------------------ | ------------------------ | ------------------------ | ------------------------ | ------------ | ------------ | ----------- | ----------- |
|                          | Karine Lebon,            | PLR (NUPES)              | DVG                      | 10 091       | 42,89        | 18 164      | 69,39       |
|                          | Audrey Fontaine          | UDI (UDC)                | UDI                      | 3 085        | 13,11        | 8 013       | 30,61       |
|                          | Érick Fontaine           | SE                       | REG                      | 2 957        | 12,57        |             |             |
|                          | Michelle Graja           | RN                       | RN                       | 1 926        | 8,19         |             |             |
|                          | Karine Infante           | SE                       | REG                      | 1 183        | 5,03         |             |             |
|                          | Vincent Defaud           | GÉ                       | ECO                      | 1 062        | 4,51         |             |             |
|                          | Virginie Peron           | SE                       | REG                      | 1 058        | 4,50         |             |             |
|                          | Sullaiman Soilihi        | SE                       | DXG                      | 668          | 2,84         |             |             |
|                          | Alix Méra                | DLF (UPF)                | DSV                      | 534          | 2,27         |             |             |
|                          | Stéphane Chen-Tzu-Kuong  | REC                      | REC                      | 467          | 1,99         |             |             |
|                          | Nicolas Legentil         | LO                       | DXG                      | 231          | 0,98         |             |             |
|                          | Véronique Ferrier        | LMR                      | DVD                      | 145          | 0,62         |             |             |
|                          | Emmanuel Georgette       | ADRS                     | DIV                      | 118          | 0,50         |             |             |
|                          | Laurent Philippe Hoarau  | SE                       | DIV                      | 0            | 0,00         |             |             |
|                          |                          |                          |                          |              |              |             |             |
| Votes valides            | Votes valides            | Votes valides            | Votes valides            | 23 525       | 93,05        | 26 177      | 90,66       |
| Votes blancs             | Votes blancs             | Votes blancs             | Votes blancs             | 903          | 3,57         | 1 205       | 4,17        |
| Votes nuls               | Votes nuls               | Votes nuls               | Votes nuls               | 855          | 3,38         | 1 492       | 5,17        |
| Total                    | Total                    | Total                    | Total                    | 25 283       | 100          | 28 874      | 100         |
| Abstention               | Abstention               | Abstention               | Abstention               | 73 673       | 74,45        | 70 114      | 70,83       |
| Inscrits / participation | Inscrits / participation | Inscrits / participation | Inscrits / participation | 98 956       | 25,55        | 98 988      | 29,17       |

#### Troisième circonscription
Député sortant : Nathalie Bassire (Indépendante jusqu'à la création de Réunion libre le 12 avril).
| Candidat                 | Candidat                 | Parti                    | Nuance                   | Premier tour | Premier tour | Second tour | Second tour |
| Candidat                 | Candidat                 | Parti                    | Nuance                   | Voix         | %            | Voix        | %           |
| ------------------------ | ------------------------ | ------------------------ | ------------------------ | ------------ | ------------ | ----------- | ----------- |
|                          | Patrice Thien-Ah-Koon    | LR (UDC)                 | DVD                      | 6 351        | 21,68        | 14 091      | 48,13       |
|                          | Nathalie Bassire,        | REULI                    | DVD                      | 4 904        | 16,74        | 15 186      | 51,87       |
|                          | Alexis Chaussalet        | PLR - LFI (NUPES)        | DVG                      | 4 853        | 16,57        |             |             |
|                          | Didier Hoareau           | RN                       | RN                       | 3 990        | 13,62        |             |             |
|                          | Bachil Valy              | LREM (ENS)               | ENS                      | 2 831        | 9,67         |             |             |
|                          | Jean-Jacques Vlody       | PS                       | DVG                      | 1 787        | 6,10         |             |             |
|                          | Antoine Fontaine,        | VLR                      | DVG                      | 1 232        | 4,21         |             |             |
|                          | Rémy Bourgogne           | LFI diss.                | DVG                      | 987          | 3,37         |             |             |
|                          | Aurélie Vigne            | app. PCR                 | DVG                      | 839          | 2,86         |             |             |
|                          | Didier Técher            | SE                       | DVC                      | 450          | 1,54         |             |             |
|                          | Raphaël Dijoux           | SE                       | ECO                      | 411          | 1,40         |             |             |
|                          | Sandrine Moukine         | DLF (UPF)                | DSV                      | 348          | 1,19         |             |             |
|                          | Yves Thébault            | LO                       | DXG                      | 306          | 1,04         |             |             |
|                          |                          |                          |                          |              |              |             |             |
| Votes valides            | Votes valides            | Votes valides            | Votes valides            | 29 289       | 91,71        | 29 277      | 85,56       |
| Votes blancs             | Votes blancs             | Votes blancs             | Votes blancs             | 1 284        | 4,02         | 2 215       | 6,47        |
| Votes nuls               | Votes nuls               | Votes nuls               | Votes nuls               | 1 365        | 4,27         | 2 726       | 7,97        |
| Total                    | Total                    | Total                    | Total                    | 31 938       | 100          | 34 218      | 100         |
| Abstention               | Abstention               | Abstention               | Abstention               | 64 274       | 66,80        | 62 015      | 64,44       |
| Inscrits / participation | Inscrits / participation | Inscrits / participation | Inscrits / participation | 96 212       | 33,20        | 96 233      | 35,56       |

#### Quatrième circonscription
Député sortant : David Lorion (Les Républicains).
| Candidat                 | Candidat                         | Parti                    | Nuance                   | Premier tour | Premier tour | Second tour | Second tour |
| Candidat                 | Candidat                         | Parti                    | Nuance                   | Voix         | %            | Voix        | %           |
| ------------------------ | -------------------------------- | ------------------------ | ------------------------ | ------------ | ------------ | ----------- | ----------- |
|                          | Emeline K/Bidi                   | Le Progrès (NUPES)       | DVG                      | 13 197       | 36,11        | 27 532      | 61,33       |
|                          | David Lorion                     | LR (UDC)                 | LR                       | 11 868       | 32,48        | 17 363      | 38,67       |
|                          | Annie-Claude dite Saphia Boucher | RN                       | RN                       | 3 850        | 10,54        |             |             |
|                          | Ruth Dijoux                      | GÉ                       | ECO                      | 2 118        | 5,80         |             |             |
|                          | Stéphane Albora                  | LRPV                     | ECO                      | 1 819        | 4,98         |             |             |
|                          | Sharif Bemat                     | LREM diss.               | DVC                      | 1 326        | 3,63         |             |             |
|                          | Patricia Hoareau                 | LP (UPF)                 | DSV                      | 927          | 2,54         |             |             |
|                          | Richard Riani                    | RCR                      | DIV                      | 527          | 1,44         |             |             |
|                          | Serge Latchoumanin               | LO                       | DXG                      | 417          | 1,14         |             |             |
|                          | Rudy Thazard                     | VLR                      | REG                      | 335          | 0,92         |             |             |
|                          | Isabelle Payet                   | ER2022 (CRIC)            | DIV                      | 158          | 0,43         |             |             |
|                          |                                  |                          |                          |              |              |             |             |
| Votes valides            | Votes valides                    | Votes valides            | Votes valides            | 36 542       | 92,77        | 44 895      | 93,28       |
| Votes blancs             | Votes blancs                     | Votes blancs             | Votes blancs             | 1 331        | 3,38         | 1 395       | 2,90        |
| Votes nuls               | Votes nuls                       | Votes nuls               | Votes nuls               | 1 517        | 3,85         | 1 839       | 3,82        |
| Total                    | Total                            | Total                    | Total                    | 39 390       | 100          | 48 129      | 100         |
| Abstention               | Abstention                       | Abstention               | Abstention               | 69 541       | 63,84        | 60 812      | 55,82       |
| Inscrits / participation | Inscrits / participation         | Inscrits / participation | Inscrits / participation | 108 931      | 36,16        | 108 941     | 44,18       |

#### Cinquième circonscription
Député sortant : Jean-Hugues Ratenon (La France insoumise - Rézistan's Égalité 974).
| Candidat                 | Candidat                 | Parti                    | Nuance                   | Premier tour | Premier tour | Second tour | Second tour |
| Candidat                 | Candidat                 | Parti                    | Nuance                   | Voix         | %            | Voix        | %           |
| ------------------------ | ------------------------ | ------------------------ | ------------------------ | ------------ | ------------ | ----------- | ----------- |
|                          | Jean-Hugues Ratenon      | LFI - RÉ974 (NUPES)      | DVG                      | 9 345        | 36,38        | 17 748      | 62,81       |
|                          | Ridwane Issa             | B                        | DVG                      | 4 286        | 16,69        | 10 510      | 37,19       |
|                          | Stéphane Fouassin        | UDI-REULI (UDC)          | UDI                      | 3 754        | 14,62        |             |             |
|                          | Laurent Virapoullé       | LREM (ENS)               | ENS                      | 3 425        | 13,34        |             |             |
|                          | Marie-Luce Brasier-Clain | RN                       | RN                       | 2 314        | 9,01         |             |             |
|                          | Léopoldine Settama-Vidon | SE                       | DVC                      | 1 197        | 4,66         |             |             |
|                          | Jean-Yves Payet          | LO                       | DXG                      | 709          | 2,76         |             |             |
|                          | Didier Gauvin            | PCR                      | DVG                      | 388          | 1,51         |             |             |
|                          | Martine Dijoux           | LP (UPF)                 | DSV                      | 267          | 1,04         |             |             |
|                          |                          |                          |                          |              |              |             |             |
| Votes valides            | Votes valides            | Votes valides            | Votes valides            | 25 685       | 94,99        | 28 258      | 92,80       |
| Votes blancs             | Votes blancs             | Votes blancs             | Votes blancs             | 588          | 2,17         | 923         | 3,03        |
| Votes nuls               | Votes nuls               | Votes nuls               | Votes nuls               | 766          | 2,83         | 1 269       | 4,17        |
| Total                    | Total                    | Total                    | Total                    | 27 039       | 100          | 30 450      | 100         |
| Abstention               | Abstention               | Abstention               | Abstention               | 60 657       | 69,17        | 57 253      | 65,28       |
| Inscrits / participation | Inscrits / participation | Inscrits / participation | Inscrits / participation | 87 696       | 30,83        | 87 703      | 34,72       |

#### Sixième circonscription
Député sortant : Nadia Ramassamy (Les Républicains). Elle se rattache financièrement à Réunion libre pour cette élection.
| Candidat                 | Candidat                  | Parti                    | Nuance                   | Premier tour | Premier tour | Second tour | Second tour |
| Candidat                 | Candidat                  | Parti                    | Nuance                   | Voix         | %            | Voix        | %           |
| ------------------------ | ------------------------- | ------------------------ | ------------------------ | ------------ | ------------ | ----------- | ----------- |
|                          | Frédéric Maillot          | PLR (NUPES)              | DVG                      | 5 429        | 23,88        | 12 659      | 52,99       |
|                          | Alexandre Laï-Kane-Cheong | PCO                      | DXG                      | 3 862        | 16,99        | 11 229      | 47,01       |
|                          | Éric Leung                | SE (ENS)                 | DVC                      | 3 262        | 14,35        |             |             |
|                          | Monique Orphé             | PS                       | DVG                      | 2 513        | 11,05        |             |             |
|                          | Nadine Gironcel Damour    | PCR                      | DVG                      | 2 505        | 11,02        |             |             |
|                          | Valérie Legros            | RN                       | RN                       | 1 997        | 8,78         |             |             |
|                          | Nadia Ramassamy           | LR - REULI (UDC)         | LR                       | 1 802        | 7,93         |             |             |
|                          | Johny Adekalom            | SE                       | DVC                      | 372          | 1,64         |             |             |
|                          | Philippe de Chazournes    | EPL                      | DXG                      | 298          | 1,31         |             |             |
|                          | Ophélie Clain             | LP (UPF)                 | DSV                      | 268          | 1,18         |             |             |
|                          | Jean-Noël Hoareau         | MSPR                     | DXG                      | 221          | 0,97         |             |             |
|                          | Didier Lombard            | LO                       | DXG                      | 208          | 0,91         |             |             |
|                          | Loïc Fanfan               | TD                       | REG                      | 0            | 0,00         |             |             |
|                          |                           |                          |                          |              |              |             |             |
| Votes valides            | Votes valides             | Votes valides            | Votes valides            | 22 737       | 94,11        | 23 888      | 91,85       |
| Votes blancs             | Votes blancs              | Votes blancs             | Votes blancs             | 742          | 3,07         | 1 146       | 4,41        |
| Votes nuls               | Votes nuls                | Votes nuls               | Votes nuls               | 680          | 2,81         | 973         | 3,74        |
| Total                    | Total                     | Total                    | Total                    | 24 159       | 100          | 26 007      | 100         |
| Abstention               | Abstention                | Abstention               | Abstention               | 57 861       | 70,54        | 56 043      | 68,30       |
| Inscrits / participation | Inscrits / participation  | Inscrits / participation | Inscrits / participation | 82 020       | 29,46        | 82 050      | 31,70       |

#### Septième circonscription
Député sortant : Jean-Luc Poudroux (divers droite).
| Candidat                 | Candidat                 | Parti                    | Nuance                   | Premier tour | Premier tour | Second tour | Second tour |
| Candidat                 | Candidat                 | Parti                    | Nuance                   | Voix         | %            | Voix        | %           |
| ------------------------ | ------------------------ | ------------------------ | ------------------------ | ------------ | ------------ | ----------- | ----------- |
|                          | Thierry Robert           | PACT                     | DVC                      | 7 912        | 24,53        | 17 537      | 48,77       |
|                          | Perceval Gaillard,       | LFI - RÉ974 (NUPES)      | DVG                      | 6 716        | 20,82        | 18 425      | 51,23       |
|                          | Johan Guillou            | SE                       | DVG                      | 4 376        | 13,57        |             |             |
|                          | Hélène Coddeville        | LREM (ENS)               | ENS                      | 2 837        | 8,79         |             |             |
|                          | Jonathan Rivière         | RN                       | RN                       | 2 656        | 8,23         |             |             |
|                          | Jean-François Nativel    | LMR                      | DVD                      | 2 055        | 6,37         |             |             |
|                          | Karim Juhoor             | SE                       | DVG                      | 1 416        | 4,39         |             |             |
|                          | Isaline Tronc            | ÉCA                      | DVG                      | 1 150        | 3,56         |             |             |
|                          | Gaël Velleyen            | SE                       | REG                      | 907          | 2,81         |             |             |
|                          | Éric Marcely             | LP (UPF)                 | DSV                      | 636          | 1,97         |             |             |
|                          | François Valeama         | PCR                      | DVG                      | 488          | 1,51         |             |             |
|                          | Jean-Luc Payet           | LO                       | DXG                      | 333          | 1,03         |             |             |
|                          | Richelain Catherine      | SE                       | DIV                      | 331          | 1,03         |             |             |
|                          | Rémy Massain             | PRG                      | RDG                      | 228          | 0,71         |             |             |
|                          | Jérôme Bachou            | LREM diss.               | DVC                      | 218          | 0,68         |             |             |
|                          |                          |                          |                          |              |              |             |             |
| Votes valides            | Votes valides            | Votes valides            | Votes valides            | 32 259       | 93,07        | 35 962      | 89,21       |
| Votes blancs             | Votes blancs             | Votes blancs             | Votes blancs             | 1 134        | 3,27         | 2 234       | 5,54        |
| Votes nuls               | Votes nuls               | Votes nuls               | Votes nuls               | 1 269        | 3,66         | 2 114       | 5,24        |
| Total                    | Total                    | Total                    | Total                    | 34 662       | 100          | 40 310      | 100         |
| Abstention               | Abstention               | Abstention               | Abstention               | 83 583       | 70,69        | 77 977      | 65,92       |
| Inscrits / participation | Inscrits / participation | Inscrits / participation | Inscrits / participation | 118 245      | 29,31        | 118 287     | 34,08       |